# Liang Jun
Liang Jun (chiń. 梁军; ur. 12 marca 1969) – chińska florecistka, brązowa medalistka mistrzostw świata.
Podczas mistrzostw świata w Lyonie w 1990 roku Chinki w składzie: Liang Jun, Sun Hongyun, Xiao Aihua i E Jie zdobyły brązowy medal w turnieju drużynowym. Była też między innymi szósta drużynowo na mistrzostwach świata w Budapeszcie w 1991 roku oraz dwunasta w rywalizacji indywidualnej na mistrzostwach świata w Hadze w 1995 roku.
Wystartowała na igrzyskach olimpijskich w Barcelonie w 1992 roku, zajmując drużynowo szóste miejsce. Na rozgrywanych cztery lata później igrzyskach olimpijskich w Atlancie w 1996 roku zajęła 27. miejsce indywidualnie, a drużynowo była siódma.
Ponadto zdobyła drużynowo złote medale na igrzyskach azjatyckich w Pekinie (1990) i igrzyskach azjatyckich w Hiroszimie (1994).
Po zakończeniu kariery osiadła w USA, gdzie pracuje jako trener.